# Monticello (Virgínia)

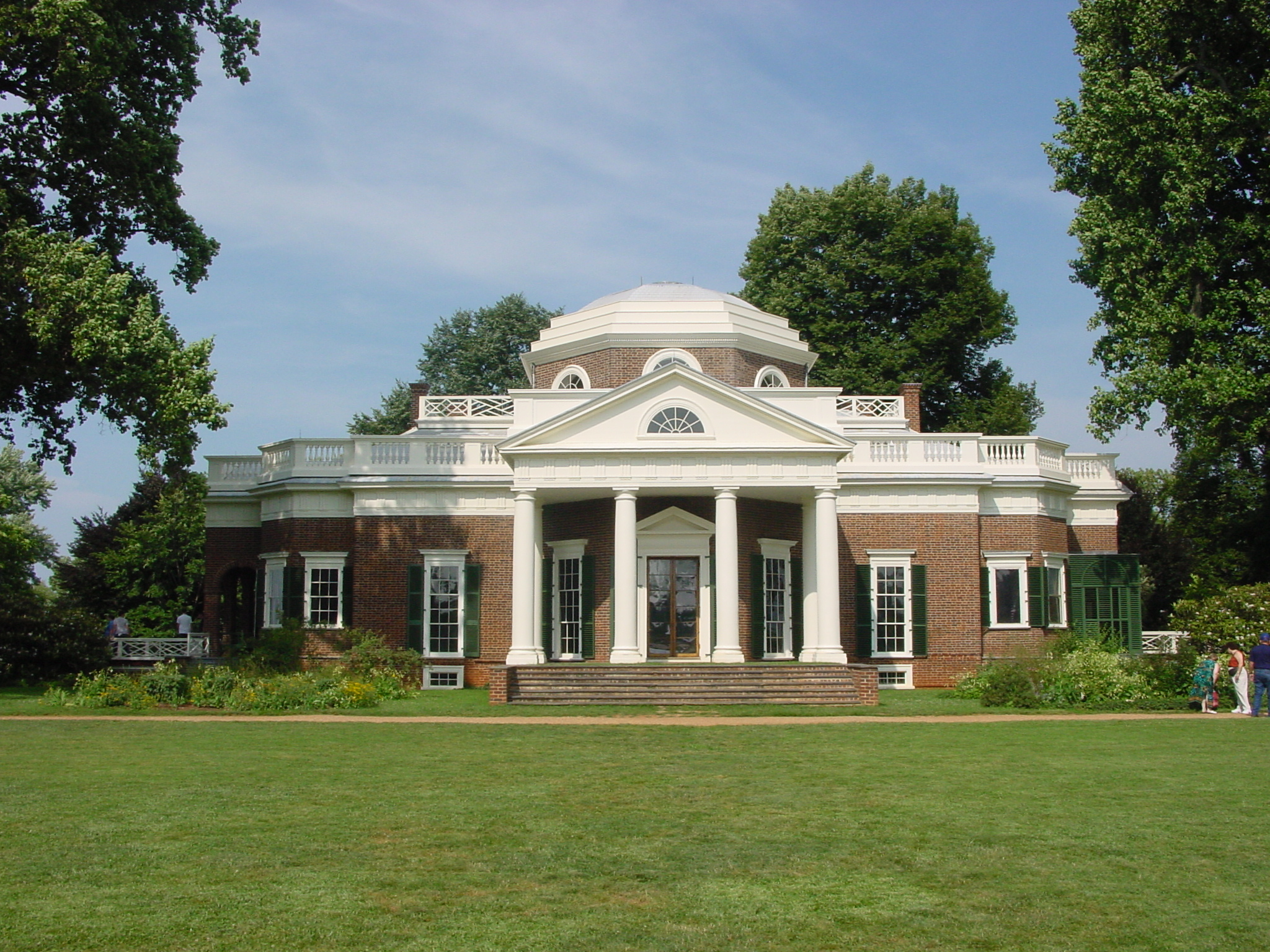
Monticello residència de Thomas Jefferson, tercer president dels Estats Units d'Amèrica. Patrimoni de la Humanitat - UNESCO 1987.

Monticello, situada prop de Charlottesville, estat de Virgínia, als Estats Units, va ser la residència de Thomas Jefferson, tercer president dels Estats Units d'Amèrica. La casa és disseny del mateix Jefferson, i està situada al cim d'un turó d'aproximadament 300 m d'altitud a les muntanyes del sud-oest, al sud de Rivanna Gap. Monticello, en italià, significa «petita muntanya».
Una imatge de la façana oest de la casa es va incloure al revers de la moneda de níquel de 5 centaus de dòlar, emesa entre 1938 i 2003 i es va tornar a utilitzar al disseny de la moneda del 2006, i també va aparèixer al revers del bitllet de 2 dòlars imprès entre 1928 i 1966.

## Història
L'obra es va iniciar el 1768, i Jefferson es va traslladar al pavelló sud, el 1770. El disseny original es va basar en l'estil clàssic arquitectònic d'Andrea Palladio. Quan Jefferson va abandonar Monticello el 1784 per viatjar extensament per Europa, el disseny original de la casa va ser completat en general, a excepció dels pòrtics i les decoracions internes de fusta. En tornar, Jefferson va ampliar la seva visió de Monticello incorporant característiques de l'arquitectura del pal·ladianisme i ruïnes que admirar a ultramar. La construcció de Monticello va finalitzar el 1809 amb l'edificació de la cúpula.

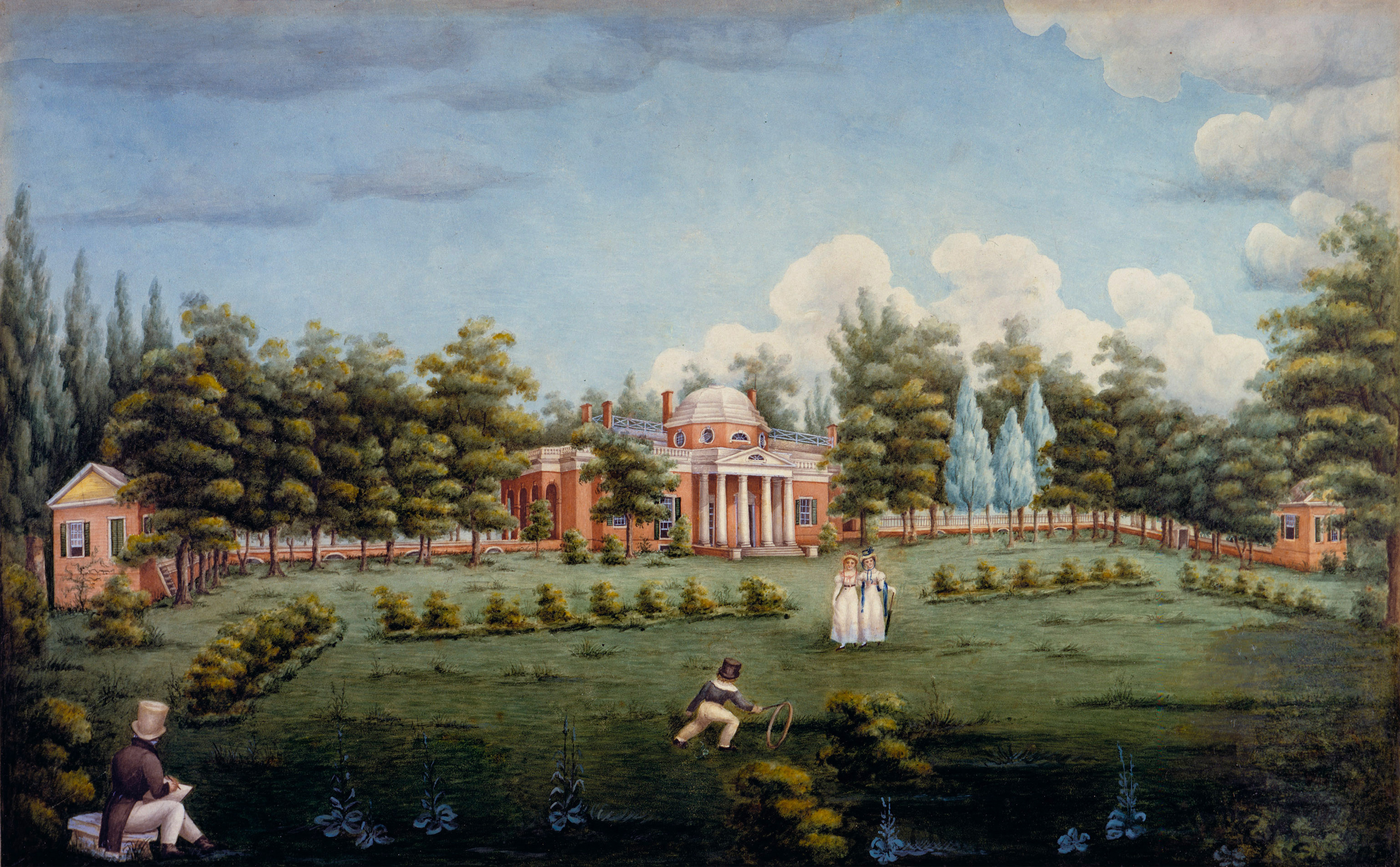
Monticello i els seus jardins, gravat de Jane Braddick Peticolas, 1825

Jefferson va morir el 4 de juliol de 1826, i Monticello va ser heretat per la seva filla major, Martha Jefferson Randolph. Les dificultats financeres van dur a Martha a vendre la casa a James T. Barclay. El 1834 Barclay la va vendre a Uriah P. Levy, el primer jueu americà en realitzar una cursa naval com oficial a la marina nord-americana. Levy sentia gran admiració per Jefferson. Durant la Guerra Civil, la casa va ser confiscada pel govern de la confederació i venuda, encara que Levy va aconseguir recuperar-la fins a la seva mort, el 1862.
Els judicis iniciats pels hereus de Levy es van resoldre el 1879 quan el seu nebot, Jefferson Monroe Levy, un prominent advocat de Nova York, agent immobiliari i borsari i membre del Congrés, va comprar la part de la resta hereus i va prendre el control de la propietat. Jefferson Levy, com el seu oncle, va reparar, restaurar i preservar Monticello, que s'havia deteriorat mentre van durar els judicis successoris a Nova York i Virgínia.
El 1923, la casa va ser adquirida per una organització privada sense ànim de lucre, la Fundació Thomas Jefferson. Monticello és actualment utilitzada com a museu i institució educativa. Els visitants poden veure habitacions a planta baixa i subsòl, però el pis alt no està obert al públic.

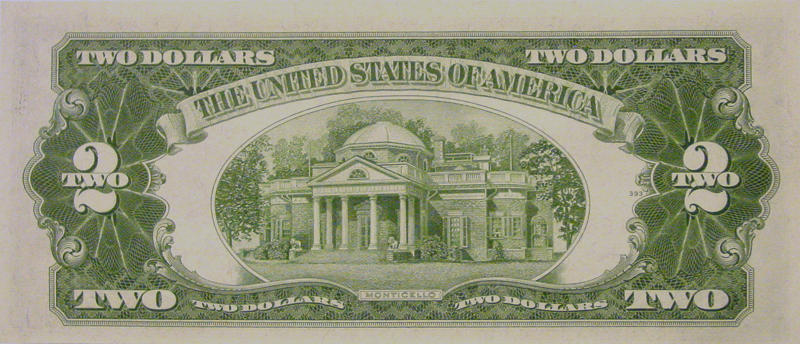
Monticello mostrat al bitllet de 2 dòlars de 1953.

Monticello és l'únic habitatge als Estats Units que ha estat designat Patrimoni de la Humanitat. De 1989 a 1992, un equip d'arquitectes del Servei d'Arquitectura Històrica Nord-americà reformà completament el conjunt. Els plànols resultants es guarden a la Biblioteca del Congrés. La designació com a Patrimoni de la Humanitat inclou també els edificis originals de la Universitat de Virgínia, fundada per Jefferson.
Altres dissenys arquitectònics de Jefferson es troben a la seva altra residència prop de Lynchburg, Virginia, anomenada «Poplar Forest» i el Capitoli de l'Estat de Virgínia, a la seva capital, Richmond.